# Празнична кокетка
Празничната кокетка (Lophornis chalybeus) е вид птица от семейство Колиброви (Trochilidae).

## Разпространение
Видът е разпространен в северозападна Южна Америка, региона на Западния Амазонски басейн, Северозападна Бразилия, Колумбия, Венецуела, Еквадор и Перу. На югоизток се среща в Боливия, Аржентина, по югоизточното крайбрежие на Бразилия, в щата Еспирито Санто и югозападно по крайбрежната ивица.
Естествени местообитания са субтропични или тропически влажни низини и гори на височина до 1000 метра.